# Hodzsa
A hodzsa (magyar fonetikus átírással) kifejezés egy perzsa közszó oszmán-török ejtéséből ered, melynek jelentése többségében úr vagy mester. Ez a megnevezés terjedt el a vallási tanítókra például az albán, azeri, bosnyák, görög, magyar, román, szerb, szlovák és modern török nyelvekben.

## Személyek
Számos történelmi személy nevének ideiglenes, illetve állandó részévé vált a hodzsa kifejezés, valamint családnévvé is alakulhatott:
- Adem Hodzsa koszovói politikus
- Enver Hoxha (1908–1985) Albánia diktátora
- Fedor Hodža (1912–1968) szlovák politikus, Milan fia
- Hodzsa Ahmed 12. századi szúfi hitoktató
- Hodzsa Ahmed Jasszavira Türkisztan 11. századi szúfi sejkje
- Hodzsa Musztapasa boszniai török katonai parancsnok
- Hodzsa Tahszin Efendi (1811–1881) albán nemzetiségű török csillagász, természettudós, muszlim vallástudós, pedagógus, publicista
- Michal Miloslav Hodža (1811–1870) szlovák evangélikus lelkész, a szlovák nemzetiségi mozgalom egyik vezére
- Milan Hodža (1878–1944) szlovák újságíró, politikus, csehszlovák miniszterelnök
- Nasreddin Hoca, lásd Naszreddin szúfi tanító[2]
- Ondrej Hodža (1819–1888) szlovák evangélikus lelkész, Michal Miloslav testvére, Milan apja
- Pulad Khoja, Amir Pulad kán (Arany Horda) neve másképp
- Timur Hodzsa, Temür Khavja kán (Arany Horda) neve másképp

## Földrajz
1926–1950 között Zsemlékes telepesfalut Milan Hodža után Hodzsafalvának (Hodžovo) nevezték.

## Lásd még
- Bartha-Hodža demarkációs vonal – egy elfogadott, de be nem tartott demarkációs vonal a Felvidéken a Csehszlovák államfordulat során
- Hodzsa Ahmed Jaszavi mauzóleuma, Kazahsztán
- Hodža-terv – Milan Hodža 1936-os terve a dunai államok együttműködéséről
- Naszreddin hodzsa meséi magyar animációs sorozat
- Hoxhaizmus, kommunista ideológia